# SART

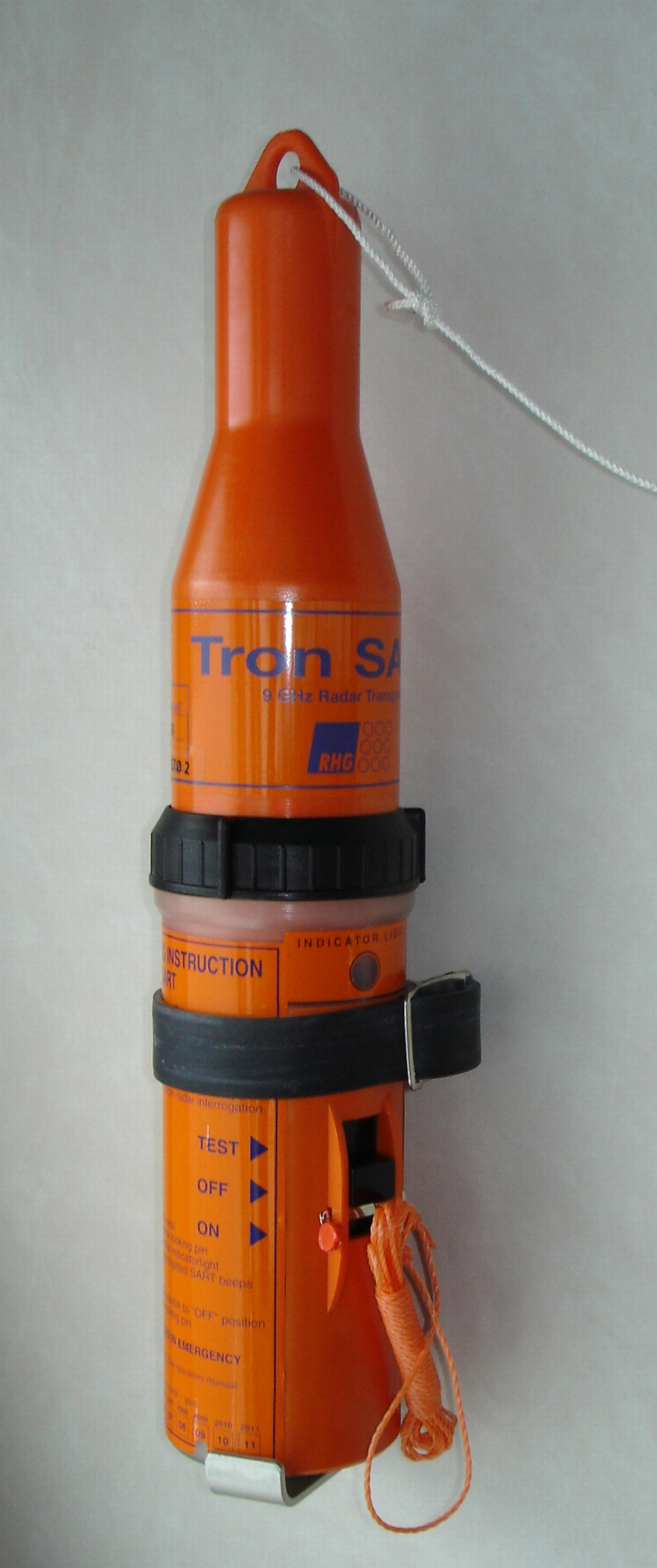
Standardní SART

SART je zkratka z search and rescue radar transponder, což je radarové odpovídací zařízení pro účely pátrání a záchrany. Slouží k lokalizaci záchranného člunu nebo lodi v tísni vytvořením série teček na monitoru radaru záchranné lodi. SART reaguje pouze na X-band radary (vlnová délka 3 cm). Na S-band radary (vlnová délka 10 cm) nebo jiné nereaguje. Globální námořní tísňový a bezpečnostní systém (GMDSS) obsahuje jeden nebo více SART.
SART může být aktivován příjmem rádio vln z X-band radaru v rozsahu kolem 8 námořních mil (15 kilometrů). Každý přijatý radarový puls způsobí vyslání odpovědi opakovaně přes všechna radarová frekvenční pásma. Když je tato vyslyšena, začne se nejprve rychle rozšiřovat (0,4 mikrosekundy) skrz pásmo a poté relativně zpomalí toto rozšiřování (7,5 mikrosekundy) zpět na výchozí frekvenci. Tento proces je opakován ve dvanácti kompletních cyklech. V některých bodech v každém průzkumu SART srovnává frekvenci odposlouchávajícího radaru do propustného pásma radarového přijímače. Jestliže je SART v rozsahu, porovnává frekvenci během každých dvanácti pomalých průzkumů. To vytváří odpověď na obrazovce radaru, zobrazením přímky 12 teček rovnoměrně oddělených od sebe asi 0,64 námořních mil (1,2 km). Když je rozsah redukován na přibližně 1 námořní míli (2 km), obrazovka radaru rovněž ukazuje 12 odpovědí vygenerovaných během rychlého průzkumu. Tyto další tečky, které jsou rovněž rovnoměrně odděleny asi o 0,64 námořní míle (1,2 km), rovněž umístěny na původní přímce, ale jsou mírně slabší a menší než originální tečky.
SART bývá většinou válcovitého tvaru, velikosti lidského předloktí a jasně barevný.